# Косбулак (Байдибекский район)
Косбулак (каз. Қосбұлақ) — село в Байдибекском районе Туркестанской области Казахстана. Входит в состав Мынбулакского сельского округа. Код КАТО — 513659500.

## Население
В 1999 году население села составляло 464 человека (244 мужчины и 220 женщин). По данным переписи 2009 года, в селе проживало 480 человек (241 мужчина и 239 женщин).